# Николаев, Том Петрович
Том Петрович Николаев (1926—1989) — советский энергетик, лауреат государственных премий.
Родился 4 апреля 1926 года в рабочем поселке Бумажной фабрики им. Дзержинского Ново-Спасского района Куйбышевской области в семье служащих.
В 1940 году с родителями переехал в г. Куйбышев. Там в 1941 году окончил 7 классов и стал работать на толерубероидном заводе учеником электромонтёра. В 1943 году экстерном сдал экзамены за 9 и 10 классы и поступил на энергетический факультет Куйбышевского индустриального института, где получил специальность инженера-электрика по центральным энергетическим станциям.
В 1948 году окончил институт и был направлен на комбинат № 817 (ПО «Маяк»):
- 23.08.1948 — инженер КИП на строительстве радиохимического завода «Б»;
- инженер КИП, старший инженер управления реактором, заместитель начальника смены реакторного завода;
- 01.08.1951 начальник смены промышленного реактора АВ-1;
- 19.05.1952 начальник смены реактора АВ-3;
- заместитель главного инженера реактора АВ-3.

При ликвидации аварии 27 декабря 1953 года получил дозу облучения от 80 до 100 рентген. После этого долго болел, диагноз «стойкая лейкопения». С 9 марта 1954 года освобождён от прежней должности и с конца ноября того же года работал заместителем начальника техотдела комбината «Маяк».
С 23 августа 1955 г. откомандирован в г. Томск-7 на Сибирский химический комбинат и назначен заместителем главного инженера реактора И-1, предназначенного для наработки оружейного плутония.
С января 1958 г. начальник реактора ЭИ-2. Под его руководством был введён в строй реактор АДЭ-3, который вместе с реактором ЭИ-2 составил первую очередь Сибирской АЭС — первой промышленной атомной электростанции.
С 1974 г. главный инженер Курской АЭС, руководил строительством четырёх энергоблоков. Затем работал заместителем директора по науке.
Лауреат Сталинской премии (1953), Ленинской премии (1962), заслуженный энергетик РСФСР. Награждён орденами Ленина, Трудового Красного Знамени (1971), тремя орденами «Знак Почёта» (1951, 1962, 1977).
Умер 18 августа 1989 года. Похоронен на кладбище п. Дичня Курчатовского района.
В его честь названа площадь в городе Курчатов.
Жена - Людмила Михайловна (Маврушина), инженер-физик, заслуженный энергетик РФ (1994), награждена орденом Трудового Красного Знамени.